# Frederik Børgesen
Fredrik Christian Emil Børgesen (1. januar 1866 i København – 22. marts 1956 på Frederiksberg) var en dansk botaniker og algeforsker. Han var assistent ved Københavns Universitets Botaniske Museum fra 1893 til 1900 og bibliotekar ved Botanisk Haves Bibliotek 1900–1934. Han forskede i ferskvands- og hav-alger. 
Han var søn af grossereren Skjold Børgesen (død 1895) og hustru Antoinette f. Berg (død 1894), der boede i en villa ud til Søerne på Østerbro, blev student fra Lyceum 1884 og mag.scient. 1891. Dernæst blev han assistent ved den botaniske studiesamling 1894-97, ved Botanisk Haves Museum 1898-1905, bibliotekar ved Botanisk Haves Bibliotek 1900-34 og dr.phil. på  afhandlingen Om Algevegetationen ved Færøernes Kyster 1904. Børgesen foretog talrige rejser i videnskabelige øjemed til Færøerne, Dansk Vestindien, Jamaica, De kanariske Øer. Efter indbydelse af universitetet i Bombay besøgte han Indien og Ceylon for algologieke undersøgelser i vinteren 1927-28.
Han blev korresponderende medlem af The Botanical Society of Edinburgh 1911 og af Societas pro Fauna et Flora Fennica 1945. Æresmedlem af the Royal Horticultural Society, London 1935 og Ridder af Dannebrog.
Han var også i bestyrelsen for Plantageselskabet Dansk Vestindien til 1922 og for aktieselskabet S. Børgesen & Co. til 1929, medstifter af Foreningen De danske Atlanterhavsøer (i bestyrelsen 1902-17), administrator af familiens ejendom Hedeplantagen Utoft ved Grindsted til 1929; Formand i bestyrelsen for Etatsraad Berg's Mindelegat, Hellebæk og medlem af Det Kongelige Danske Geografiske Selskabs råd 1930-45.
Frederik Børgesen var medarbejder ved flere videnskabelige værker, fx Botany of the Færoes, Danish Scientific Investigations in Iran.
Børgesen var gift med Magdalene Sofie født Øllgaard, datter af Højesteretsassessor Hans Øllgaard (død 1895) og Hustru Sophie f. Petersen (død 1907).
Standard-auktorbetegnelse for arter beskrevet af Frederik Børgesen: Børgesen

## Udvalgte videnskabelige værker
- Børgesen, F. & Paulsen, O. (1898) Om Vegetationen paa de dansk-vestindiske Øer. København: Nordisk Forlag. 114 s.
- Utoft Hedeplantage, en floristisk Undersezelse (med C. Jensen)
- The Vegetation of the Canary Islands
- The marine Algac of tihe Danish West Indies, of the Færoes, of the Canary Islands, of the Arabian Sea, Ceylon, South-India, Mauritius